# Superliga Indiana de 2014
A Indian Super League ou Superliga Indiana foi a 1ª edição da nova competição de futebol da Índia, patrocinada pela HERO. Realizou-se entre 12 de Outubro e 20 de Dezembro.
Por questões de patrocínio, A Indian Super League teve o apelido de Hero Indian Super League 2014 pois HERO foi a patrocinadora Oficial do evento.

## Primeira Fase
| Pos | Nome                | Pts | J  | V | E | D | GP | GC | SG |
| --- | ------------------- | --- | -- | - | - | - | -- | -- | -- |
| 1   | Chennaiyin          | 23  | 14 | 6 | 5 | 3 | 24 | 20 | +4 |
| 2   | Goa                 | 22  | 14 | 6 | 4 | 4 | 21 | 12 | +9 |
| 3   | Atlético de Kolkata | 19  | 14 | 4 | 7 | 3 | 16 | 13 | +3 |
| 4   | Kerala Blaster      | 19  | 14 | 5 | 4 | 5 | 9  | 11 | –2 |
| 5   | Delhi Dynamos       | 18  | 14 | 4 | 6 | 4 | 16 | 14 | +2 |
| 6   | Pune City           | 16  | 14 | 4 | 4 | 6 | 12 | 17 | –5 |
| 7   | Mumbai City         | 16  | 14 | 4 | 4 | 6 | 12 | 21 | –9 |
| 8   | North East United   | 15  | 14 | 3 | 6 | 5 | 11 | 13 | –2 |

## Fase final
| Semifinais          | Final          |
| ------------------- | -------------- |
| 13 a 17 de Dezembro | 23 de Dezembro |

Em itálico, os times que possuem o mando de campo no primeiro jogo do confronto e em negrito os times classificados.
| Kerala Blasters | 3 | 1 | 4 |
| Chennaiyin      | 0 | 3 | 3 |

| Atlético de Kolkata | 0 | 0 | 0 (4) |
| Goa                 | 0 | 0 | 0 (2) |

| Kerala Blasters     | 0 |
| Atlético de Kolkata | 1 |

## Premiação
| Superliga Indiana de 2014               |
| --------------------------------------- |
| Atlético de Kolkata Campeão (1º título) |

## Estatísticas
Atualizado 21 de dezembro de 2014
Artilharia
| Pos | Jogador                  | Time                | Gols |
| --- | ------------------------ | ------------------- | ---- |
| 1   | Elano                    | Chennaiyin          | 11   |
| 2   | Stiven Mendoza           | Chennaiyin          | 10   |
| 3   | Iain Hume                | Atlético de Kolkata | 8    |
| 4   | Gustavo Marmentini       | Delhi Dynamos       | 6    |
| 5   | Miroslav Slepička        | Goa                 | 5    |
| 5   | Fikru Teferra            | Atlético de Kolkata | 5    |
| 5   | Jeje Lalpekhlua          | Chennaiyin          | 5    |
| 8   | Koke                     | North East United   | 4    |
| 8   | Konstantinos Katsouranis | Pune City           | 4    |
| 8   | Mohammed Rafi            | Kerala Blaster      | 4    |
| 8   | Bruno Pelissari          | Chennaiyin          | 4    |